# Dizygostemon angustifolium
Dizygostemon angustifolium là một loài thực vật có hoa trong họ Mã đề. Loài này được Giul. mô tả khoa học đầu tiên năm 1972.